# حقوق بازرگانی
حقوق بازرگانی یا حقوق تجارت (به انگلیسی: Commercial law)؛ مجموعه حقوق و قواعدی است که روابط بازرگانان و اعمال بازرگانی را بررسی و تنظیم می‌کند. برخلاف حقوق مدنی که روابط همهٔ افراد جامعه را شامل می‌شود، حقوق بازرگانی به وضع قواعدی ویژه برای تاجران و اعمال بازرگانی می‌پردازد، به همین جهت در مواردی که راه حل صریحی در حقوق بازرگانی پیش‌بینی نشده باشد به قواعد حقوق مدنی مراجعه می‌شود.
حقوق بازرگانی مجموعه قوانینی است که در مورد مقررات، قواعد و روابط اشخاص و بنگاه‌هایی که در بازرگانی، تجارت و کسب و کار فعالیت می‌کنند اعمال می‌شود.حقوق بازرگانی شامل مباحثی از جمله انواع شرکت‌ها، رقابت در بازار، حمل و نقل تجاری؛ ضمانت؛ بیمه؛ برات، اسناد قابل معامله، قراردادها و مشارکت‌ها، مقررات مالی و تأمین مالی و بازارهای مالی، تنظیم قراردادها، وخرید و فروش کالاها و خدمات می‌شود.

## موضوعات مطرح در حقوق بازرگانی
- حقوق شراکت
  - حاکمیت شرکتی
  - حقوق شرکت‌ها
- حقوق رقابت
- حمایت از مصرف‌کننده
- حقوق مالکیت معنوی
  - حقوق کپی رایت
  - حقوق ثبت اختراع
  - حقوق علامت تجاری
- حقوق قراردادها
- حقوق بازرگانی بین‌المللی
- حقوق بازرگانی الکترونیکی

## پیشینه
در سده‌های میانه، ایتالیا مهد بسیاری از بنگاه‌های مدرن بر اساس قانون بازرگانی بود. در حدود سده شانزدهم میلادی، رونق بازرگانی در ایتالیا موجب تولد قانون بازرگانی شد: حقوق‌دان Benvenuto Stracca، (آنکوا، ۱۵۰۹–۱۵۷۹م) در سال ۱۵۵۳م رساله خود را منتشر کرد که یکی از اولین، کارهای حقوقی بود که به‌طور خاص با قوانین بازرگانی سروکار داشت.
این رساله بر قراردادهای بازرگانی و تاجران متمرکز بود و او به زودی بحث‌های گسترده‌ای در مورد ورشکستگی، عوامل و کمیسیون‌ها، نقل و انتقالات شخص ثالث و بیمه به آنها اضافه کرد. به همین دلیل، او اغلب به عنوان پدر حقوق بازرگانی در نظر گرفته می‌شود.

## قوانین
- قانون تجارت: این قانون در ۱۳ اردیبهشت ماه ۱۳۱۱ در ششصد ماده توسط مجلس شورای ملی تصویب شد و اصول مربوط به معاملات بازرگانی، دفاتر تجارتی، اسناد بازرگانی و چک، دلالی، حق‌العمل کاری، قرارداد حمل و نقل، قائم مقام تجارتی و سایر نمایندگان بازرگانی، ضمانت، ورشکستگی، اسم تجارتی و شخصیت حقوقی را بیان می‌کند. برای تدوین این قانون بیشتر به قانون بازرگانی بلژیک و فرانسه مراجعه شده است.
- لایحه اصلاحی قانون تجارت: در سال ۱۳۴۷ مقررات بخش شرکت‌های سهامی قانون بازرگانی اصلاح و در سیصد ماده مقررات جدیدی برای شرکت‌های سهامی عام و خاص وضع گردید.
- قانون تجارت الکترونیک: این قانون مجموعه اصول و قواعدی است که برای مبادله آسان و ایمن اطلاعات در واسط‌های الکترونیکی و با استفاده از سیستم‌های جدید ارتباطی به کار می‌رود. (ماده یک قانون تجارت الکترونیک) و در هفده بهمن ۱۳۸۲ به تصویب مجلس شورای اسلامی رسید.
- آیین‌نامه اجرایی ماده (۳۲) قانون تجارت الکترونیکی ـ مصوب ۱۳۸۲ ـ
- قانون صدور چک:این قانون که در ۲۳ ماده انواع چک و چگونگی صدور آن‌ها را بیان می‌کند و مقرراتی شایسته در مورد شرایط متخلفان از این مواد را در برندارد، در سال ۱۳۵۵ به تصویب مجلس شورای ملی رسیده است سپس قانون «اصلاح موادی از قانون صدور چک مصوب تیر ماه ۱۳۵۵» در تاریخ ۱۱/۸/۱۳۷۲ به تصویب مجلس شورای اسلامی و در تاریخ ۱۹/۸/۱۳۷۲ به تأیید شورای نگهبان رسیده است؛ و بعد از ان قانون «اصلاح موادی از قانون صدور چک» مصوب ۲/۶/۱۳۸۲ در متن اصلاح، الحاق و تلفیق گردیده است.

## ویژگی‌های اسناد بازرگانی
اسناد تجاری به معنای خاص، در تقسیم‌بندی کلی اسناد، سند عادی تلقی می‌گردد، اما در مقایسه با دیگر اسناد عادی از ویژگی‌هایی برخوردار است که آن‌ها را از اسناد عادی دیگر متمایز می‌سازد.
وجوه تمایز یا ویژگی‌های اسناد بازرگانی عبارت‌اند از:
ویژگی اول: قابلیت نقل و انتقال
ویژگی دوم: جنبهٔ شکلی اسناد بازرگانی
ویژگی سوم: تبعیت از مقررات خاص مرور زمان
ویژگی چهارم: برخورداری از بعضی مزایای قانونی